# دهكدة طالقاني
دهكدة طالقاني هي قرية في مقاطعة ساوجبلاغ، إيران. يقدر عدد سكانها بـ 406 نسمة بحسب إحصاء 2016.